# بيني كرايغ
بيني كرايغ (بالإنجليزية: Benny Craig)‏ (6 ديسمبر 1915 في المملكة المتحدة - 20 يناير 1982) هو لاعب كرة قدم بريطاني (وحمل سابقاً جنسية المملكة المتحدة لبريطانيا العظمى وأيرلندا) في مركز الدفاع. لعب مع نيوكاسل يونايتد وهدرسفيلد تاون.